# KeyCorp

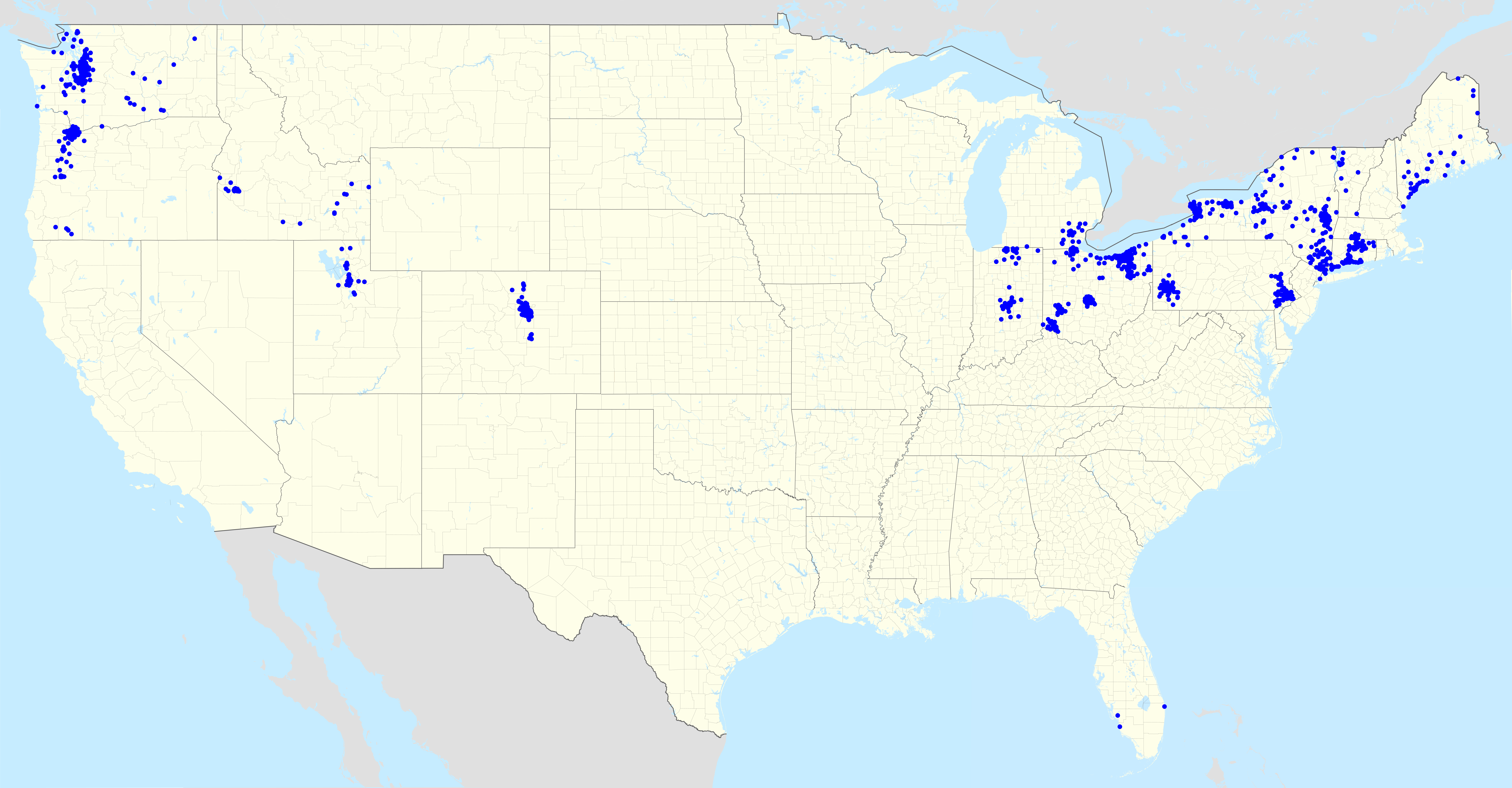
Carte des implantations de KeyBank.

KeyCorp est un holding bancaire coté en bourse NYSE. La Société exerce ses activités par l'intermédiaire de sa principale filiale : KeyBank. Son siège social est situé à Cleveland dans l'Ohio aux États-Unis.
KeyBank emploie environ 18 000 salariés, gère 156 milliards de dollars d'actifs et possède 985 agences et 1 480 distributeurs automatiques, situés dans l'Alaska, le Colorado, le Connecticut, l'Idaho, l'Indiana, le Kentucky, le Maine, le Michigan, l'état de New York, l'Ohio, l'Oregon, l'Utah, Vermont, et Washington.

## Histoire
KeyBank est issue d'une fusion en 1994 entre Society Corporation, basé à Cleveland et KeyCorp, basée à Albany.
En janvier 2012, Keybank acquiert pour 110 millions de dollars, 37 implantations d'HSBC dans l'État de New-York, à la suite du rachat de certaines des activités d'HSBC aux États-Unis par First Niagara Bank.
En octobre 2015, KeyCorp acquiert First Niagara pour 1,4 milliard de dollars, les deux banques sont présentes dans l'état de New York.
En septembre 2019, Christopher Gorman est nommé président.
En août 2024, Scotiabank annonce l'acquisition d'une participation de 14,9 % dans KeyCorp pour 2,8 milliards de dollars.